# Мараццани Висконти, Джованни Франческо
Джованни Франческо Мараццани Висконти (итал. Giovanni Francesco Marazzani Visconti; 11 августа 1755, Пьяченца, Пармское герцогство — 18 января 1829, Рим, Папская область) — итальянский куриальный кардинал. Губернатор Кастель-Гандольфо, Префект Дома Его Святейшества и Префект Апостольского дворца с 10 марта 1823 по 15 декабря 1828. Кардинал in pectore со 2 октября 1826 по 15 декабря 1828. Кардинал-священник с 15 декабря 1828.